# Постум Младший
Марк Кассианий Латиний Постум (лат. Marcus Cassianius Latinius Postumus), также известный как Постум Младший, — предположительно галльский император в 260(?)-268 годах.
Постум Младший был сыном императора Галльской империи Постума, который назначил его Цезарем, а позже даже Августом. Постум Младший был убит солдатами вместе со своим отцом в Могонциаке после подавления восстания Лелиана. В «Истории Августов» рассказывается, что сын Постума был искусным ритором и его речи были занесены в сборник Квинтилиана. Упоминаний о нём нет ни в надписях, ни на монетах, так что в реальности его существования уверенности нет.